# CFHR3
CFHR3‏ (Complement factor H related 3) هوَ بروتين يُشَفر بواسطة جين CFHR3 في الإنسان.